# Нови романтизам
Нови романтизам је покрет који је изазвао највише пажње британске јавности и извршио највећи утицај у поп-култури и моди још од ере панк културе на Острву.

## Нови романтизам
Нови романтизам био је покрет поп-културе постпанк музички жанр који је настао у Великој Британији осамдесетих година 20. века. Покрет се појавио у Лондону и Бирмингему, а израстао је из андерграунд сцене ноћних клубова попут Billy's или The Blitz Нови романтизам одликовао се живописним, ексцентричним модним стилом инспирисаним бутицима попут лондонског PX или бирмингемског Kahn and Bell.
Ране присталице покрета често су, нарочито у штампи, називане именима попут блицкидсBlitz Kids, новодендијевции New Dandies и {Romantic Rebels}-.
Неколико музичких група (попут Висажа, Дјуран Дјуран, Шпандау балета или Боја Џорџа) почетком осамдесетих година усвојило је стил покрета и постало је познато као представник истог, како у музичкој тако и у тзв. „мејнстрим” штампи. Ултравокс је, такође, често индентификован са новоромантичарима, иако нису у потпуности пратили визуелни стил покрета, упркос јаким везама са групом Висаж.
До краја 1981. године, изворни покрет се у великој мери распао. Иако су неки од уметника повезаних с сценом наставили каријеру, углавном су напустили естетику покрета. Било је покушаја да се оживи покрет у деведесетим, укључујући и краткорочни ромо покрет.

### Карактеристике покрета
Музика новог романтизма може се посматрати као реакција на панк, а била је под великим утицајем некадашњих глам-рок звезда седамдесетих, као што су Дејвид Боуи и Рокси мјузик. [5] Што се тиче стила, он је одбацио штедњу и анти-модни став панк-а. [6] Оба пола често су се облачила у транссексуалном или андрогином маниру, укључујући и козметику као што су ајлајнер и руж за усне, што је делимично изведено из моде раног панка. [7] Овакав стил, карактеристичан ѕа припаднике новог романтизма, најбоље се огледа у лику Боја Џорџа Boy George of Culture Club
Мода је заснована на разноврсним изгледима базираним на темама историјског романтизма, укључујући и јакне фоп мајице у стилу енглеског романтичног периода, руског конструктивизма, Bonnie Prince Charlie, холивудских старлета, те са било којим изгледом који омогућава упадљивост и необичност. [8] Уобичајене фризуре су укључивале кифлице, мулете и клинове [4]. Међутим, убрзо након што су доспели у жижу интересовања, многи новоромантичарски бендови бацали су еклектичну одјећу и шминку у корист оштрих одела.